# Bulbophyllum marginatum
Bulbophyllum marginatum är en orkidéart som beskrevs av Rudolf Schlechter. Bulbophyllum marginatum ingår i släktet Bulbophyllum och familjen orkidéer. Inga underarter finns listade i Catalogue of Life.